# جون لورا
جون لورا (بالإنجليزية: Johan Lora) هو لاعب كرة قدم دومينيكاوي في مركز الوسط، ولد في 20 أكتوبر 1982. شارك مع منتخب جمهورية الدومينيكان لكرة القدم.

## وصلات خارجية
- جون لورا على موقع الاتحاد الدولي (مؤرشف)  (الإنجليزية)
- جون لورا على موقع قاعدة بيانات كرة القدم.إي يو (الإنجليزية)
- جون لورا على موقع ناشيونال فوتبول تيمز (الإنجليزية)